# Yukata

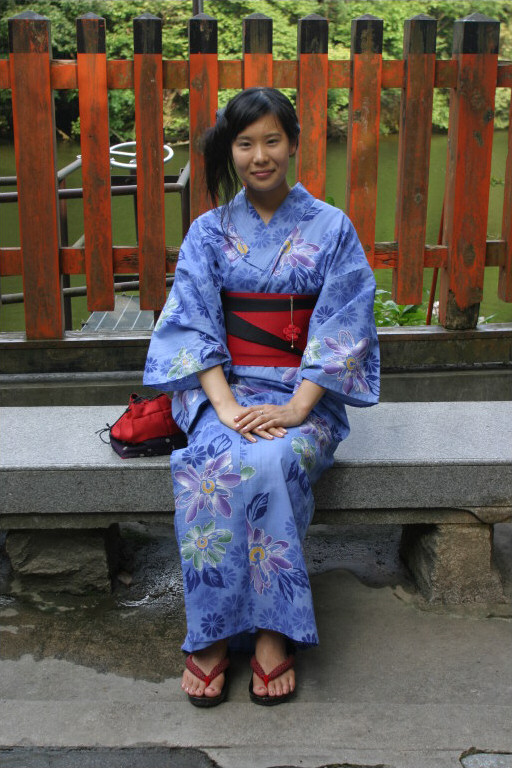
Jovem vestindo yukata em Quioto, Japão

Yukata (浴衣) é uma vestimenta japonesa de verão, é uma forma casual de quimono usada por homens, mulheres ou crianças, normalmente feita de tecido de algodão ou tecido sintético. Ela normalmente é amarrada ao corpo através de um obi (cinto feito de tecido). Geralmente pessoas usando yukatas são vistas nos festivais japoneses e nos festivais de fogos de artifícios (Hanabi Taikai) e outros eventos tradicionais de verão. É frequentemente usada após o banho em hotéis tradicionais (ryokans) e em onsens. A palavra yukata significa literalmente roupa de banho e originalmente sua intenção era apenas essa, ganhando espaço nos festivais em tempos mais modernos. 
As yukatas masculinas normalmente se diferenciam por cores mais escuras, enquanto as femininas são mais coloridas e normalmente tem desenhos floridos.